# Porsche 907
Porsche 907 — гоночный автомобиль, созданный компанией Porsche, принимавший участие в Чемпионате мира по спортивным автомобилям в период с 1967 по 1968 год. Впоследствии был заменен на Porsche 908. С 1969 года по 1972 год использовался различными частными гоночными командами для участия Чемпионате мира по спортивным автомобилям, Чемпионате Европы по спортивным автомобилям и специализированной серии Inter.

## Предпосылки возникновения
В октябре 1967 года Международная автомобильная федерация объявила об изменении регламента Чемпионата мира по брендам для прототипов и спортивных автомобилей. С сезона 1968 года могут использоваться только прототипы гоночных автомобилей с максимальным рабочим объёмом двигателя в три литра. В спортивных автомобилях предел смещения был уменьшен до пяти литров.
Компания Porsche не успела завершила разработку 3-литрового восьмицилиндрового двигателя, который позже будет установлен на Porsche 908. В связи с этим было принято решение разработать более аэродинамический гоночный автомобиль на базе Porsche 910 для участия в гонках Ле-Ман, Монца, Спа и других.

## Разработка модификаций

### Porsche 907. Длинный хвост (1967—1968)

#### Кузов

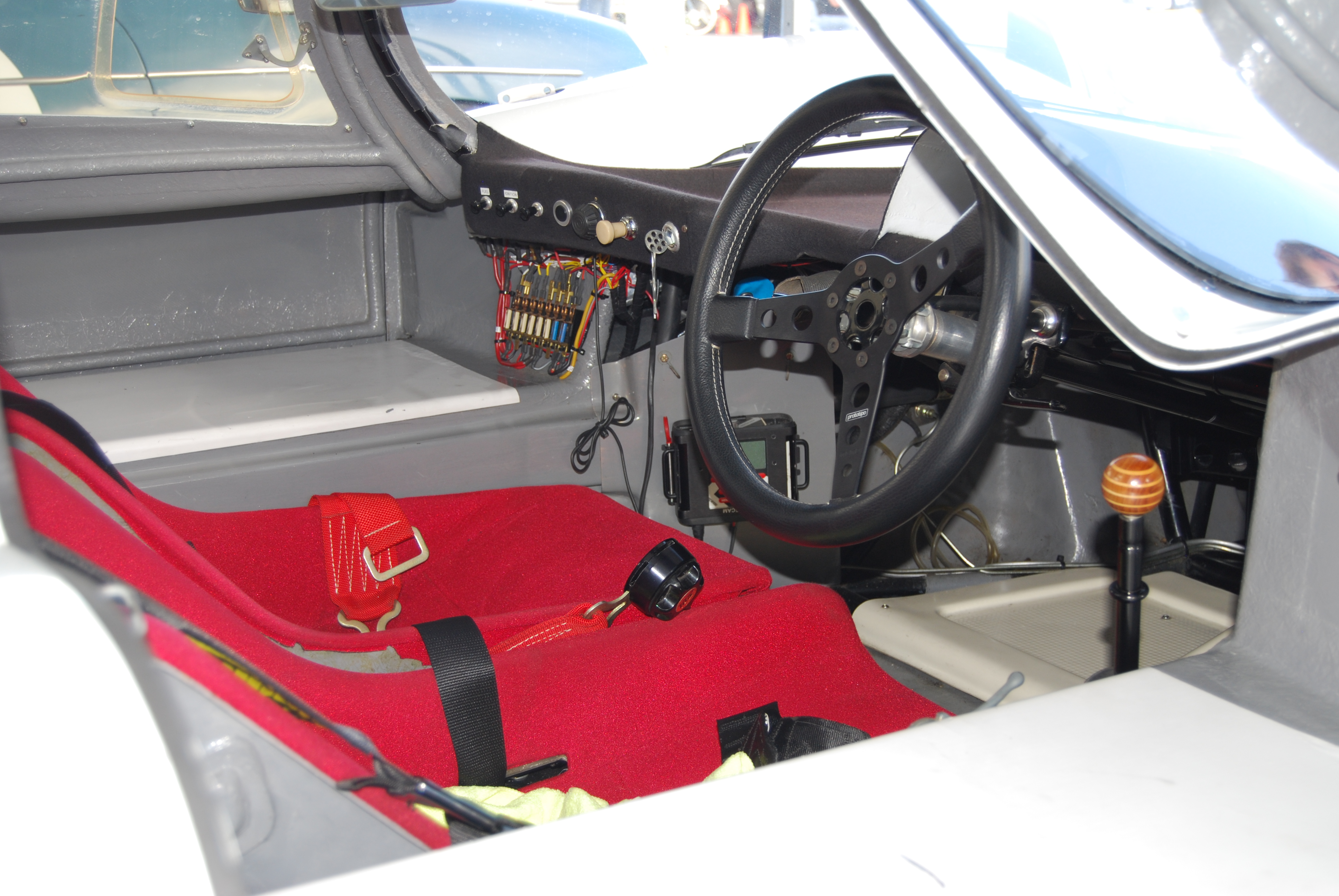
Кабина Porsche 907 (руль с правой стороны)

Структура решетки рамы Porsche 907 и Porsche 910 были в значительной степени идентичны. Для гонки в Ле-Мане была разработана и установлена новая длинная хвостовая часть. Кузов разрабатывался таким образом, чтобы обеспечить низкое сопротивление воздуха и таким образом достигнуть высоких максимальных скоростей. Кабина получила стройную и вытянутую форму. Лобовое стекло было длиннее, чем у предшественника (Porsche 910) и имело такую же обтекаемую форму, как у преемника (Porsche 908). Водительская кабина стала длиннее благодаря установке прозрачного пластикового колпака, расположенного за спинкой водительского сиденья, в котором также предусматривалось специальное вентиляционное отверстие. Под капотом располагался двигатель.
Важным нововведением стало расположение руля и водительского сиденья, которые впервые были установлены на гоночной машине Porsche с правой стороны, а не с левой стороны как это делалось ранее. Это расположение принесло пилотам Porsche 907 преимущество на многих гоночных трассах, поскольку в большинстве случаев они ездили по часовой стрелке, что позволило им получить лучший обзор.
В первой использованной модификации Porsche 907 Langheck (длинный хвост) в передней части отсутствовало отверстие для впуска свежего воздуха. В связи с этим во время гонки в кабине поднималась температура, а в салоне появлялись выхлопные газы. Данный недочет был исправлен инженерами в сезоне 1968 года.

#### Подвеска
Шасси и подвеска во многом были позаимствованы у Porsche 910. При этом Porsche 907 имел независимую подвеску с поперечными рычагами и передними продольными тяговыми и задними продольными тяговыми распорками. Подвеской и амортизацией служили винтовые пружины и гидравлические телескопические амортизаторы. Для предотвращения наклонных движений использовались передние и задние регулируемые стабилизаторы. Дисковые тормоза приводились в действие гидравлическим способом через двухконтурную систему. Разделение осуществлялось на передний и задний контуры, распределение тормозных сил которых можно было регулировать индивидуально. Впервые испытанные на Porsche 910 вентилируемые тормозные диски были установлены также на Porsche 907 в стандартной комплектации.

#### Двигатель и трансмиссия
Два Porsche 907 модификации «длинный хвост», принявшие участие в 1967 году в гонке 24 часа Ле-Мана, были оснащены проверенным 2,0-литровым шестицилиндровым оппозитным двигателем типа 901 с воздушным охлаждением, который также использовался в Porsche 906 и 910. Управление клапаном в каждом ряду цилиндров осуществлялось через распределительный вал, приводимый в действие цепью. Двигатель имел впрыск бензина и при 8000 об/мин давал максимум 162 кВт (220 л. с.).
Более поздние модификации данного автомобиля получили более мощный 2,2-литровый восьмицилиндровый оппозитный двигатель типа 771.
Все автомобили имели полностью синхронизированную пятиступенчатую механическую коробку передач типа 906 с блокирующим дифференциалом.

### Porsche 907. Короткий хвост (1968)

#### Кузов
Положительный опыт, накопленный с 910 Bergspyder («Горный спайдер») на чемпионате Европы по подъёму на холм 1967 года, Porsche частично реализовал в Porsche 907 короткий хвост. Как и в случае с «горным спайдером», решетчатая рама была сделана из алюминия, а не из стали в целях снижения общей массы автомобиля. Боковые окна, доходящие до крыши, открывали хороший обзор. В отличие от модификации «длинный хвост», двигатель не был прикрыт прозрачным пластиковым колпаком. Как и в Porsche 910 крыша кабины заканчивалась обрывом. Далее под пластиковым кузовом располагались воздухозаборники и нагнетатель воздуха. Откидывающийся назад хвост имел фиксированный спойлер.

#### Подвеска
Шасси модификации «длинный хвост» были идентичны с шасси модификации «короткий хвост». Отличительной особенностью модификации «длинный хвост» являются 13-дюймовые диски, установленные на задней оси. В модификации «короткий хвост» использовались специальные 12-дюймовые диски.

#### Двигатель и трансмиссия
В 1968 году был установлен 2,2-литровый восьмицилиндровый двигатель с воздушным охлаждением, который развивал мощность до 198 кВт (270 л. с.).
После сезона чемпионата мира в 1968 году некоторые Porsche 907, проданные покупателям, получили восьмицилиндровый двигатель типа 771 с рабочим объёмом 2 литра. Этот двигатель с воздушным охлаждением имел более высокую степень сжатия, чем 2,2-литровый вариант и при скорости 8800 об/мин обеспечивал максимум 191 кВт (260 л. с.).

## Гоночная история

### 1967 год
На гонке 24 часа Ле-Мана в 1967 году дебютировал Porsche 907. «длинный хвост». На старте гонки были представлены 2 автомобиля. Один автомобиль управляемый пилотам Йохеном Риндтом Герхардом Миттером был снят с гонки на 103 кругу в связи технической неисправностью (неполадки с распределительным валом). Другой автомобиль управляемый пилотам Йо Зи́фферт и Ханс Херрман занял пятое место в гонке.
На прямой ведущей к городку Мульсан (отрезок в гонке 24 часа Ле-Мана) автомобиль достиг максимальной скорости 302 км/ч. Благодаря небольшому расходу топлива 14,51 литра на 100 км Porsche одержала победу в рейтинге производительности.
В 1967 году на 6 часовой гонке Брэндс-Хэтч автомобиль Porsche 907 «длинный хвост» второй и последний раз принял участие в этапах чемпионата мира по спортивным автомобилям. В данной гонке на Porsche 907 «длинный хвост» был установлен 2,2-литровый восьмицилиндровый двигатель. Автомобиль под руководством Ханса Херрмана и Йоха Нирпаши занял четвёртное место по результатам заезда.

### 1968 год
В сезоне 1968 компания Porsche рассчитывала одержать победу на чемпионате мира по спортивным автомобилям. Так компания Ferrari в знак протеста против изменения регламента Чемпионата мира по брендам для прототипов и спортивных автомобилей, внесенных Международной автомобильной федерацией. Компания Ford пришлось разработать Ford P68 в качестве конкурента гоночным автомобилям Porsche.
Начальные результаты первых двух гонок чемпионата мира оправдали ожидания Porsche. В гонке 24 часа Дейтоны из четырёх Porsche 907 «длинный хвост» с 2,2-литровым двигателем три вышли на первые места. Единственным реальным соперником был Alfa Romeo Tipo 33/2 с 2-литровым двигателем, но и у него не было шансов. На гонке 12 часов Себринга Porsche 907 «короткий хвост» одержал двойную победу над двумя Chevrolet Camaro.
В следующей 6 часовой гонке Брэндс-Хэтч Ford выставил GT40 с 4,7-литровым дорожным вариантом. Два Porsche 907 пилотируемые Герхардом Миттером и Лудовико Скарфьотти, а также Виком Элфордом и Йохеном Нирпашем закончили гонку на втором и третьем местах соответственно, уступив победу Ford GT40 пилотируемому Жаки Икс и Брайану Редману.
В следующей гонке в Монца Рольф Стоммелен и Йохен Нирпаш на Porsche 907 «длинный хвост» добились второго места, снова уступив первое место Ford GT40.
На Targa Florio Porsche 907 пилотировали Вик Элфорд и Умберто Мальоли. Им удалось опередить два Alfa Romeo Tipo 33/2 и принести в копилку Porsche третью победу в сезоне.
На гонке 1000 км в Нюрбургринге одержал победу впервые представленный Porsche 908, пилотируемый Джозефом Сиффертом и Виком Элфордом. Porsche 907 «короткий хвост», пилотируемый Хансом Херрманом и Рольфом Штоммеленом занял второе место, опередив Ford GT40.
На гонке в Спа-Франкоршам заводская команда использовала Porsche 907 в последний раз. Автомобиль, пилотируемый Герхардом Миттером и Джо Шлессером, занял второе место после Ford GT40 Жаки Икса и Брайана Редмануа в общем зачете.
Далее в течение года (в 6-часовой гонке в Уоткинс-Глене, в гонке на 500 км на Остеррайхринг и в 24 часовом Ле-Мане) заводская команда стартовала только с Porsche 908.